# Herklotsichthys collettei
Herklotsichthys collettei és una espècie de peix pertanyent a la família dels clupeids.

## Descripció
- Pot arribar a fer 13 cm de llargària màxima (normalment, en fa 10).
- 13-21 radis tous a l'aleta dorsal i 12-23 a l'anal.[4][5]

## Hàbitat
És un peix marí, pelàgic-nerític i de clima subtropical (21°S-25°S).

## Distribució geogràfica
Es troba a l'Índic oriental: Austràlia Occidental.

## Observacions
És inofensiu per als humans.